# Filmhuis Leeuwarden
Filmhuis Leeuwarden is de voormalige naam van het filmtheater in Leeuwarden en was sinds 1994 gevestigd in de kelders van stadsschouwburg De Harmonie aan het Ruiterskwartier. Vanaf maart 2013 gaat het als Slieker Film door het leven, in een nieuw onderkomen aan het Wilhelminaplein.

## Geschiedenis
Het Filmhuis begon als onderdeel van het Fries Filmcircuit op 14 september 1975 met de voorstelling van Ne Touche pas à la femme blanche in het jongerencentrum Hippo in Leeuwarden. Door de inzet van in 1979 opgerichte werkgroep kon vanaf 15 januari 1983 in de sociëteitszaal van het oude gebouw van De Harmonie bijna dagelijks films worden vertoond.
In 1988 ontstonden de eerste plannen voor een nieuwe stadsschouwburg, waar ook ruimte voor het Filmhuis in was meegenomen en zes jaar later kon het vernieuwde pand zijn deuren openen.
Met de komst van een nieuwe pand voor het Fries Museum op het Wilhelminaplein verhuisde ook het Filmhuis. In maart 2013 ging het filmhuis weer open onder de nieuwe naam Slieker Film, vernoemd naar Christiaan Slieker (1861-1945).

## Aanbod
Het Filmhuis richt zich voornamelijk op arthousefilms, die minder publiek trekken dan mainstream-kaskrakers. Deze films zijn vaak geënt op een culturelere of artistiekere insteek dan het veelal Amerikaanse aanbod van reguliere bioscopen, al waren ook films als Bowling For Columbine en The Pianist een groot succes in het Filmhuis.
Het pand heeft twee zalen met 72 en 28 zitplaatsen en vertoont per dag twee tot vier films, veelal in de avonduren. Uitgezonderd de zomermaanden worden op zondagen ook 's middags voorstellingen verzorgd. Sinds mei 2012 is Filmhuis Leeuwarden volledig gedigitaliseerd. Het 35mm-tijdperk werd afgesloten met filmklassieker Casablanca als laatste 35mm-vertoning. De grote zaal beschikt over een 5.1 Dolby SRD-installatie.